# 성주군
성주군(星州郡)은 경상북도 서남부에 있는 군으로, 동쪽으로는 낙동강을 경계로 대구광역시 달성군과 경상북도 칠곡군, 서북쪽으로는 경상북도 김천시, 남쪽으로는 경상남도 거창군과 경상북도 고령군, 경상남도 합천군과 경계를 이룬다. 총 인구수는 2022년 12월 기준으로 42,566명이다. 군청 소재지는 성주읍이고, 행정 구역은 1읍 9면이다.
온대 계절풍 기후 지역이나 대륙성 기후의 성격이 강하게 나타나는 지역이다. 연평균 기온은 14.6°C이며, 연평균 강수량은 850mm ~ 1,300mm 정도이나 6월에서 9월에 집중된다. 특산물로 참외가 유명하다.
천혜의 자연유산이자 상서로운 기운이 가득한 가야산국립공원과 함께 성주호, 세종대왕자태실, 성밖숲, 한개마을 등 자연과 역사·문화·관광자원을 고루 갖춘 대한민국 대표 명당이다. 국내 3위의 캠핑 인프라를 갖춘 작지만 강한 도시 성주군은 자연과 어우러진 캠핑장, 펜션, 풀빌라 등 지역의 감성을 반영한 숙박시설이 잘 마련되어 있다.
또한 성주군의 핫플로 부상 중인 로컬 카페들과 아이들과 함께 즐길 수 있는 키즈프렌들리 인프라를 고루 갖추고 있어 온 가족을 위한 최적의 도시이다. 세계적인 참외 생산지로 알려진 성주군은 랜드마크인 은빛 물결로 가득 메운 참외하우스가 장관을 이룬다. 또한 성주참외를 활용한 미식·참외 체험은 오직 성주군에서만 가능한 이색관광 활동으로 인기가 높다. 별 星(성)과 고을 州(주)를 사용하는 ‘별고을’ 성주군은 드넓은 밤하늘 유난히 반짝이는 별빛을 모티브로 한 야간관광 브랜드 ‘트윙클 성주’를 론칭, 대한민국 최초 강소형 야간관광 특화도시로 성주군의 색깔을 담은 새롭고 다양한 관광콘텐츠를 선보이고 있다.

## 역사
| Daedongyeojido (Gyujanggak) 16-03.jpg | Daedongyeojido (Gyujanggak) 16-02.jpg |
| Daedongyeojido (Gyujanggak) 17-03.jpg | Daedongyeojido (Gyujanggak) 17-02.jpg |

자르개와 다각면원구 유물을 통해 석기 시대부터 이곳에 현생 인류가 거주했음을 보여주며, 백천 및 이천 연변에 지석묘가 군집해 있는 등 정치 세력이 등장하였다. 성주읍 예산리에서 철기 시대 초기의 사회상을 보여주는 유물이 출토되었다. 기원 후 약 400년 성산가야로 발전하였다.
757년(신라 경덕왕 16년) 본피현을 신안현으로 개명하였고, 신라 시대 말기 벽진군으로 승격했다.
고려 태조 23년에는 경산부로 승격하였다. 충렬왕 34년 성주라는 지명을 처음 사용하여 성주목으로 승격하였다. 그러나 1310년 충선왕 2년 다시 경산부로 환원하였다.
1400년(조선 태종 즉위년)에 성주목으로 승격하였다. 그러나 1614년 광해군 7년 성주 사람 김창록이 왕의 비행과 조정을 비방한 사건으로 인해 성주목이 폐지되고 고령현에 합속된다. 이 때 이 지역 사람 전체가 금고형에 처해졌다. 1623년 인조반정으로 다시 성주목으로 환원되지만 1631년 인조 9년에는 성산현으로 강등된다.
1895년(조선 고종 32년) 칙령 제101호에 의해 8도제를 폐지하여 23부제를 실시하고, 종래의 부ㆍ목ㆍ군ㆍ현 등의 불균등한 지방구획을 폐합하여 신설 부 아래 획일적으로 군을 두 면서 성주군이라 개칭, 군수를 두었다.
- 1895년 6월 23일(음력 윤5월 1일) 대구부 성주군으로 개편하였다.

- 1896년 8월 4일 경상북도 성주군으로 개편하였다.

- 1906년 인곡면, 운라면, 흑수면, 도장면, 소야면, 가현면, 덕곡면, 노다면, 다산면을 고령군에 노장면을 대구부에 편입하였다.

- 1914년 4월 1일 신곡면을 김천군으로, 증산면 고방리를 금수면으로 편입 (12면)[2]

| 조선총독부령 111호 |             |                                                                |
| 구 행정구역 | 신 행정구역 | 신 행정구역                                                    |
| 성주군 남산면(南山面) 성남동/토동동/토서동/연동/우천동/남촌동 일부/관동 일부/서문동 일부/각산동 일부/군동 일부/성북동 일부/(사천면)신기동 일부, 지내동/옥매동 일부/관동 일부/서문동 일부/사동 일부/(본아면)하아동 일부/용계동 일부 | 성주면      | 대황동, 대흥동                                                 |
| 성주군 북산면(北山面) 인산동/중기동/포인동/여제동/와야동/도덕동/성당동 일부/예동 일부/교촌동 일부/만수동 일부, 가막동/지산동 일부/신풍동 일부/(용산면)삼괴동 일부, 약부동/관하동/신풍동 일부/교촌동 일부/지산동 일부/예동 일부/신풍동 일부/(용산면)약부동/상포동 일부, 만수동 일부/지산동 일부/삼봉동 일부/지산동 일부/두진동 일부/교촌동 일부/(당소면)답계동 일부                                                           | 성주면      | 금산동, 삼산동, 예산동, 학산동                                 |
| 성주군 용산면(龍山面) 남하동/고아동/서전동/상사동/하사동/상포동 일부/하포동 일부/남문동 일부/동야동 일부/(남산면)서문동 일부/각산동 일부/동야동 일부/고아동/창동/남상동, 복성동/용상동/덕성동/신성동/삼괴동 일부/하포동 일부/남문동 일부/동야동 일부/(북산면)신풍동 일부/(남산면)군동 일부/동야동 일부/각산동 일부 | 성주면      | 경산동, 성산동                                                 |
| 성주군 본아면(本牙面) 야동/송정동/신기동/국정동 일부/항정동 일부/방천동 일부, 지남동/봉산동/목화동/조산동/국정동 일부/항정동 일부/항정동 일부/용암동 일부 | 성주면      | 백전동, 용산동                                                 |
| 성주군 대가면(大家面) 용포동/연포동/이포동/율포동/(본아면)하아동 일부/용계동 일부, 여의동/봉동/상삼동/지산동/산양동 일부/(사천면)여의동 일부, 오직촌/도주막/수산동/신평동/복천동/신흥동/본리동 일부/평촌동 일부/성양동 일부 | 대가면      | 용흥동, 옥련동, 흥산동                                         |
| 성주군 영파면(令巴面) 대산동/조양동/금곡동/(대가면)삼산동, 낙산동/부명동/석정동/후동/보은동/이천동 일부, 신안동/전인동/후포동/보남동 일부/이천동 일부, 중리동/오현동/남전동/행화동, 강정동/중산동 일부 | 대가면      | 금산동, 대천동, 도남동, 옥화동, 중산동                         |
| 성주군 사천면(沙川面) 공장동/성촌동/여수동 일부/유촌동 일부/신기동 일부/여의동 일부/(남산면)성북동 일부/옥매동 일부, 고암동/신평동/죽천동/상촌동/유촌동 일부/여수동 일부/신기동 일부 | 대가면      | 옥성동, 칠봉동                                                 |
| 성주군 오산면(吾山面) 정화동/관산동 일부/대흥동 일부/(남곡면)동촌동, 동촌동 일부/태암동 일부/서촌동 일부/(남곡면)유촌동 일부, 문포동/대방동/종산동, 용포동/하유목동/신원동/황신동/신흥동 일부, 관석동/예촌동/태암동 일부/신흥동/오도동 일부/대흥동 일부/부흥동, 본리동/관산동 일부, 취아동/침곡동/서촌동 일부/(초곡면)송포동 일부                                                                                            | 선남면      | 관화동, 동암동, 문방동, 성원동, 신부동, 오도동, 취곡동         |
| 성주군 남곡면(南谷面) 백석동/노촌동/신기동 일부, 광령동/동안동 일부/마안동 일부, 차동/시곡동/내동/도남동/신흥동/복산동 일부/차포동 일부, 복산동 일부/동안동 일부/무릉동 일부, 송정동/마안동 일부/차포동 일부/복산동 일부, 오리동/용대동/모전동/신기동 일부 | 선남면      | 노석동, 도성동, 도흥동, 선원동, 소학동, 용신동                 |
| 성주군 운곡면(雲谷面) 금암동/관동/대암동 일부/(본아면)택정동/용암동 일부, 천동/필암동/대암동 일부/행정동 일부/나복동 일부, 안산동/중리동/산지동/자양동/율리동/산전동/나복동 일부 | 벽진면      | 가암동, 운정동, 자산동                                         |
| 성주군 명암면(明巖面) 가수동/신월동/야동/정곡동 일부/수남동 일부, 금암동/명간동/정곡동 일부/(대가면)본리동 일부, 선학동/중리동/대야동/봉양동 일부/사당동 일부, 수근동/봉양동 일부/(운곡면)달전동/창리동, 내원동/외원동/장기동/사당동 일부/수남동 일부, 대천동/하원동/상원동/석지동/황산동/중천/행촌동/상동동/중평동/부흥동/신기동/(운곡면)대암동 일부/행정동 일부                                                            | 벽진면      | 매수동, 봉계동, 봉학동, 용암동, 외기동, 해평동                 |
| 성주군 대동면(大同面) 관산동 일부/기성동 일부/가정동 일부/(두릉면)동촌동 일부, 조암동/두만동/동락동/후포동 일부/관산동 일부/가정동 일부/(남곡면)무릉동 일부, 문산동/대명동/후포동 일부/관산동 일부, 가정동 일부/대성동/사수동/풍곡동, 송림동/무양정동/칠선동/송정동 일부/용계동 일부, 용계동 일부, 용전동/신안동/송정동 일부, 구연동/운곡동/지산동                                                                           | 용두면      | 기산동, 동락동, 문명동, 사곡동, 선송동, 용계동, 용정동, 운산동 |
| 성주군 두릉면(杜陵面) 외동/사부동/우항동/덕평동, 원리동/용흥동/본리동/괴평동, 상언동/동촌동 일부/(대동면)기성동 일부 | 용두면      | 덕평동, 본리동, 상언동                                         |
| 성주군 조곡면(租谷面) 도계동/모조동/하진동 일부/갈명동 일부, 대조동/봉산동/하진동 일부, 신촌동/월곡동/마천동/명천동/상진동/하진동 일부, 초항동/신반동/상현동/갈명동 일부, 죽전동/탈성동/하목동 | 성암면      | 계상동, 대봉동, 마월동, 상신동, 죽전동                         |
| 성주군 초곡면(草谷面) 사양동/안동/(남곡면)유촌동 일부, 문명동/신풍동/송포동 일부, 장동/태학동/율리동/은동, 중기동/지수동/대거동 | 성암면      | 유서동, 명포동, 장학동, 중거동                                 |
| 성주군 초전면(草田面) 신평동/가양동 일부/장산동 일부/도천동 일부/(유곡면)공서동 일부/(망성면)풍산동 일부/노포동 일부, 회동/송천동/신기동/후동/내동 일부, 후산동/운포동/와룡동, 효동/신풍동/금단동/도천동 일부/내동 일부, 평지동/원평동/궁전동/원동/(망성면)문치동/연포동 | 초전면      | 대장동, 문덕동, 용성동, 자양동, 칠선동                         |
| 성주군 유곡면(酉谷面) 공동동/금연동/봉곡동/공서동 일부, 운포동/동산동/봉하동/하명동/(초전면)가양동 일부/장산동 일부/(망성면)노포동 일부/풍산동 일부/어은동 일부, 냉천동/봉산동/수정동/내죽동/칠성동/학고동/외죽동 일부/(망성면)어은동 일부, 연봉동/구성동/상소동/소야동 일부, 고평동/두곡동/원기동/용두동/석봉동/봉무동/외죽동 일부/칠성동 일부/학고동 일부, 명곡동/월전동/소야동 일부                                       | 초전면      | 고산동, 동포동, 봉정동, 소성동, 용봉동, 월곡동                 |
| 성주군 유동면(柳洞面) 대포동/명산동/관동 일부/(북산면)삼봉동 일부, 상포동/상암동/안무동/신기동/중포동 일부/암포동 일부/관동 일부/(북산면)두진동 일부/(당소면)답계동 일부/죽관동 일부, 월암동/월곡동/유촌동/관동 일부/암포동 일부/중포동 일부 | 월항면      | 대산동, 안포동, 유월동                                         |
| 성주군 당소면(唐沼面) 저암동/박동/묵산동 일부/용문동 일부/답계동 일부/(망성면)철산동 일부/보동, 필산동/죽관동 일부/묵산동 일부/용문동 일부 | 월항면      | 보암동, 용각동                                                 |
| 성주군 망성면(望星面) 수남동/죽방동 일부, 풍산동 일부/어은동 일부/노포동 일부, 선저동/부인동/작촌동/광촌동/내동/대동/반수동/상작동, 장지동/백자동/도원동/철산동 일부, 지산동/지내동/모방동/죽방동 일부 | 월항면      | 수죽동, 어산동, 인촌동, 장산동, 지방동                         |
| 성주군 청파면(靑坡面) 중기동/신촌동/송현동/학포동/추동/우수동/조양동 일부, 봉항동/안계동/반계동, 신당동/본리동/조양동 일부, 오호동/적송동/봉계동/학동 | 청파면      | 백운동, 봉양동, 신파동, 적송동                                 |
| 성주군 대리면(大理面) 관봉동/금성동/명계동/부흥동/송산동/지촌동 일부, 수국동/상운동/하운동/용암동/지촌동 일부, 임천동/점촌동/신연동/양정동/단동/지촌동 일부 | 청파면      | 송계동, 수성동, 신정동                                         |
| 성주군 지사면(志士面) 구정동/명계동/원기동/계산동 일부, 신기동/윤동/윤계동/장기동/덕촌동, 사창동/지천동/오산동/부산동/계산동 일부 | 지사면      | 계정동, 수륜동, 오천동                                         |
| 성주군 법산면(法山面) 작천동/법촌동/여동, 형곡동/신촌동/월촌동/보동/탑동, 이현동/죽현동/방동/덕촌동/삼거동/거산동 | 지사면      | 남은동, 보월동, 작은동                                         |
| 성주군 가천면(伽泉面) 산성동/학산동/궁항동/장대동/삼존동/구정동 일부, 동계동/도원동 일부, 웅수동/마수동 일부/도원동 일부, 상법림동/점촌동/아전동/오리동/마수동 일부, 하적계동/신촌동/정동 일부/갈동 일부/상적계동 일부, 내사부동/상사부동/하사부동/전동/용암동/정동 일부/갈동 일부/상적계동 일부, 신당동/창리동/중평동/천동동/천서동/구정동/(영파면)중산동 일부/보남동 일부, 하법림동/화전동/상죽곡동/하죽곡동/대흥동/장산동 | 가천면      | 금봉동, 동원동, 마수동, 법전동, 신계동, 용사동, 창천동, 화죽동 |
| 1914년          | 1914년                                                                                         | 현재              | 현재                                                                                           |
| 면              | 동                                                                                             | 구·읍·면          | 동·리                                                                                          |
| --------------- | ---------------------------------------------------------------------------------------------- | ----------------- | ---------------------------------------------------------------------------------------------- |
| 성주면 (星州面) | 경산동, 금산동, 대흥동, 대황동, 백산동, 삼산동, 성산동, 용산동, 학산동, 예전동                 | 성주군 성주읍     | 경산리, 금산리, 대흥리, 대황리, 백산리, 삼산리, 성산리, 용산리, 학산리, 예전리                 |
| 월항면 (月恒面) | 대산동, 보암동, 수죽동, 안포동, 용각동, 유월동, 인촌동, 장산동, 지방동                         | 성주군 월항면     | 대산리, 보암리, 수죽리, 안포리, 용각리, 유월리, 인촌리, 장산리, 지방리                         |
| 월항면 (月恒面) | 어산동                                                                                         | 성주군 초전면     | 어산리                                                                                         |
| 초전면 (草田面) | 고산동, 대장동, 동포동, 문덕동, 봉정동, 소성동, 용성동, 용봉동, 월곡동, 자양동, 칠선동         | 성주군 초전면     | 고산리, 대장리, 동포리, 문덕리, 봉정리, 소성리, 용성리, 용봉리, 월곡리, 자양리, 칠선리         |
| 벽진면 (碧珍面) | 가암동, 매수동, 봉계동, 봉학동, 외기동, 용암동, 운정동, 자산동, 해평동                         | 성주군 벽진면     | 가암리, 매수리, 봉계리, 봉학리, 외기리, 용암리, 운정리, 자산리, 수촌리                         |
| 용두면 (龍頭面) | 기산동, 덕평동, 동락동, 문명동, 본리동, 사곡동, 상언동, 선송동, 용계동, 용정동, 운산동         | 성주군 용암면     | 기산리, 덕평리, 동락리, 문명리, 본리리, 사곡리, 상언리, 선송리, 용계리, 용정리, 운산리         |
| 성암면 (聖岩面) | 계상동, 대봉동, 마월동, 상신동, 죽전동, 중거동                                                 | 성주군 용암면     | 계상리, 대봉리, 마월리, 상신리, 죽전리, 중거리                                                 |
| 성암면 (聖岩面) | 명포동, 유서동, 장학동                                                                         | 성주군 선남면     | 명포리, 유서리, 장학리                                                                         |
| 선남면 (船南面) | 관화동, 도성동, 도흥동, 동암동, 문방동, 선원동, 성원동, 소학동, 신부동, 오도동, 용신동, 취곡동 | 성주군 선남면     | 관화리, 도성리, 도흥리, 동암리, 문방리, 선원리, 성원리, 소학리, 신부리, 오도리, 용신리, 취곡리 |
| 선남면 (船南面) | 노석동                                                                                         | 칠곡군 기산면     | 노석리                                                                                         |
| 지사면 (志士面) | 계정동, 남은동, 보월동, 수륜동, 오천동, 작은동                                                 | 성주군 수륜면     | 계정리, 남은리, 보월리, 수륜리, 오천리, 작은리                                                 |
| 청파면 (淸坡面) | 백운동, 봉양동, 성동, 송계동, 수성동, 신파동, 신정동, 적송동                                   | 성주군 수륜면     | 백운리, 봉양리, 성리, 송계리, 수성리, 신파리, 신정리, 적송리                                   |
| 금수면 (金水面) | 광산동, 명천동, 무학동, 봉두동, 어은동, 영천동, 후평동                                         | 성주군 금수강산면 | 광산리, 명천리, 무학리, 봉두리, 어은리, 영천리, 후평리                                         |
| 대가면 (大家面) | 금산동, 대천동, 도남동, 옥련동, 옥성동, 옥화동, 용흥동, 칠봉동, 흥산동                         | 성주군 대가면     | 금산리, 대천리, 도남리, 옥련리, 옥성리, 옥화리, 용흥리, 칠봉리, 흥산리                         |
| 대가면 (大家面) | 중산동                                                                                         | 성주군 가천면     | 중산리                                                                                         |
| 가천면 (伽泉面) | 금봉동, 동원동, 마수동, 법전동, 신계동, 용사동, 창천동, 화죽동                                 | 성주군 가천면     | 금봉리, 동원리, 마수리, 법전리, 신계리, 용사리, 창천리, 화죽리                                 |

- 1934년 2월 1일 지사면·청파면을 수륜면으로, 용두면·성암면을 용암면으로 합면 (10면)[4]
- 1973년 7월 1일 대가면 중산동을 가천면으로 편입
- 1979년 5월 1일 성주면을 성주읍으로 승격(1읍 9면)
- 1983년 2월 15일 선남면 노석동을 칠곡군 기산면으로, 용암면 유서동을 선남면으로, 고령군 덕곡면 성동을 수륜면으로 이관
- 1989년 1월 1일 월항면 어산리가 초전면으로, 용암면 명포리·장학리가 선남면으로 편입
- 2024년 8월 1일 금수면을 금수강산면으로 개칭

## 지리

### 성밖숲
1999년 천연기념물로 지정된 성밖숲은 풍수 지리설에 따라 조성된 숲이다. 경산지(京山誌)와 성산지(星山誌)에 따르면, 조선 중엽에 아이들이 아무런 까닭 없이 죽는 등 흉사가 빈번하게 일어나는 이유가 마을의 족두리바위와 탕건바위가 서로 마주보기 때문이라 중간 지점에 숲을 조성하면 그러한 재앙을 막을 수 있다는 지관의 말에 따라 토성인 성주읍성 서문 밖의 이천 강가에 밤나무 숲을 조성했다고 한다. 임진왜란 후 마을의 기강이 해이해지고 민심이 흉흉해지자 밤나무를 베어내고 왕버들로 다시 조성했다고 한다.

### 위치
| 구분 | 위치          | 좌표            | 비고 |
| ---- | ------------- | --------------- | ---- |
| 극동 | 선남면 도흥리 | 동경 128도 24분 |      |
| 극서 | 금수면 영천리 | 동경 128도 02분 |      |
| 극남 | 수륜면 백운리 | 북위 35도 46분  |      |
| 극북 | 초전면 소성리 | 북위 36도 03분  |      |

### 기후
온대 계절풍 기후 지역이나 분지형 지형과 내륙에 위치하고 있어 한서의 차가 심한 대륙성 기후의 성격이 강하게 나타나는 곳이다. 연평균 기온은 15°이며, 연강수량은 850∼1,300mm 정도이나 6∼9월에 집중된다.

## 지질

### 가야산

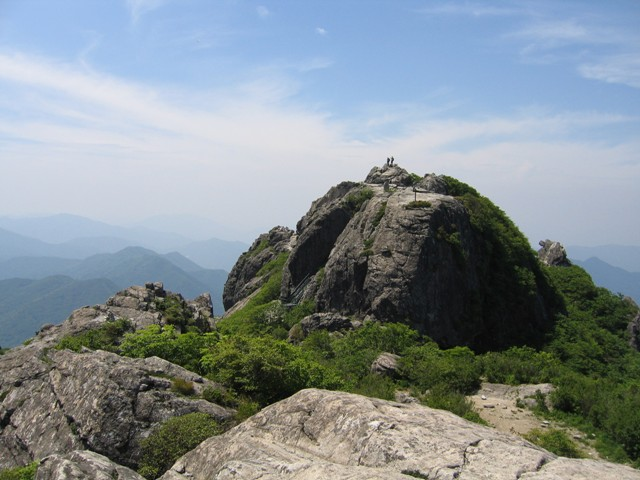
성주군의 가야산

1972년에 국립공원으로 지정된 가야산은 소백산맥의 명산으로 조선팔경의 하나였다. 청량사와 해인사 등의 사찰들이 자리잡고 있다. 특히, 청량사는 최치원이 지었거나 즐겨찾은 절로 유명하며, 해인사에는 유네스코 지정 세계 문화 유산으로 등재된 팔만대장경이 있다.

### 포천계곡
가야산의 명소로서 물이 맑고 풍부하다. 가야산의 웅장한 정경과 어우러진 계곡으로, 옛 성주 선비들이 심신을 닦고 학문을 수양하는 장소였다. 조선 후기 문신이자 당대 최고 선비였던 이원조 선생이 세운 만귀정이라는 정자가 있다. 해마다 수많은 관광객이나 피서객들이 즐겨 찾는다. 이 계곡에는 엽리가 잘 발달하는 메타텍틱편마암이 분포한다.

## 정치·행정
경상북도의 다른 지역과 함께 새누리당 초강세 지역이다. 그렇지만 2016년 7월에 대한민국 국방부가 사드(THAAD, 고고도 미사일 방어 체계)를 경상북도 성주군에 배치하기로 결정하면서 더불어민주당, 국민의당과 정의당 등의 지지세가 늘어났다. 이와 관련하여 성주군의회 소속 의원 4명이 새누리당을 탈당하기도 했다.

### 성주군수
- 현재 성주군수는 국민의힘 소속 이병환이다.

### 성주군의회
|          | 합계 | 더불어민주당 | 자유한국당 | 무소속 |
| 합계     | 8    | 0            | 4          | 4      |
| -------- | ---- | ------------ | ---------- | ------ |
| 지역구   | 7    | 0            | 3          | 4      |
| 비례대표 | 1    | 0            | 1          | 0      |

### 국회의원
2018년 기준으로, 21대 국회의원 선거에서 당선된 정희용 의원(국민의힘)이다.

### 도의원
| 지역구                                              | 이름   | 정당     | 비고        |
| --------------------------------------------------- | ------ | -------- | ----------- |
| 성주군 제1선거구 성주·선남·월항                     | 정영길 | 국민의힘 | 무투표 당선 |
| 성주군 제2선거구 수륜·가천·금수·대가 벽진·초전·용암 | 이수경 | 국민의힘 | 무투표 당선 |

## 행정 구역
성주군의 행정 구역은 1읍 9면으로 구성되어 있다. 성주군의 면적은 616.72km2이다. 인구는 2024년말 기준으로 24,095세대 42,086명이다. 남성 22,000명, 여성 20,086명이다.
| 읍면동     | 한자       | 세대   | 인구   | 면적   | 행정지도 |
| ---------- | ---------- | ------ | ------ | ------ | -------- |
| 성주읍     | 星州邑     | 6,802  | 13,300 | 36.34  |          |
| 선남면     | 船南面     | 3,558  | 6,023  | 67.15  |          |
| 용암면     | 龍岩面     | 2,228  | 3,648  | 85.05  |          |
| 수륜면     | 修倫面     | 2,012  | 3,092  | 89.78  |          |
| 가천면     | 伽泉面     | 1,245  | 1,984  | 64.23  |          |
| 금수강산면 | 金水江山面 | 788    | 1,196  | 74.74  |          |
| 대가면     | 大家面     | 1,359  | 2,349  | 28.11  |          |
| 벽진면     | 碧珍面     | 1,712  | 3,015  | 62.79  |          |
| 초전면     | 草田面     | 2,449  | 4,402  | 66.30  |          |
| 월항면     | 月恒面     | 1,863  | 3,272  | 41.27  |          |
| 성주군     | 星州郡     | 23,918 | 43,918 | 616.14 |          |

## 인구
- 성주군(에 해당하는 지역)의 연도별 인구 추이[9]

| 연도   | 총인구    |  |
| ------ | --------- |  |
| 1960년 | 111,879명 |  |
| 1966년 | 120,029명 |  |
| 1970년 | 105,148명 |  |
| 1975년 | 99,981명  |  |
| 1980년 | 77,355명  |  |
| 1985년 | 64,651명  |  |
| 1990년 | 53,082명  |  |
| 1995년 | 48,115명  |  |
| 2000년 | 47,134명  |  |
| 2005년 | 39,682명  |  |
| 2010년 | 45,418명  |  |
| 2015년 | 44,970명  |  |
| 2016년 | 44,994명  |  |
| 2017년 | 45,164명  |  |
| 2018년 | 44,981명  |  |
| 2019년 | 44,484명  |  |
| 2020년 | 43,975명  |  |

## 문화재

### 성주금봉리석조비로자나불좌상
성주 가천면 금봉리 위치한 통일 신라 시대의 불상이다. 진리의 셰게를 통솔하는 비로자나불을 형상화한 불상으로, 대좌, 광배 갖춘 석불이다. 머리엔 넓직한 상투 모양 있고, 얼굴엔 둥글고 단정한 인상 있다. 대구 동화사 석조비로자나불상의 양식을 이어받은 불상이다. 보물 제 1121호로 지정되었다.

### 성주향교 대성전 및 명륜당
성주 성주읍 예산리 위치한 조선 시대 향교이다. 좌묘후학 배치법을 지니고 있다. 명륜당은 유학을 가르친 강당이며, 대성전은 공자의 위패를 모신 전각이다. 태조 7년(1398년)에 세워졌으며, 향교에서 보기 드문 다포양식으로 구성되어 있다. 특히, 다포건축이면서 천장을 설치하지 않았으며, 다포이면서도 유교건축에 알맞게 내부의 구성을 간략하게 처리한 점 등은 주목된다.
대성전은 17세기 초기에 건축된 건물로, 건립 연대가 명확하고 보존 상태도 양호하여 가치를 인정받았으며, 명륜당은 평면수법과 창호수법에서 가치를 인정받았다. 보물 제1575호로 지정되었다.

### 성주성산동고분군
성주군 성주읍 성산리 위치한 가야 시대 지배층의 무덤들이다. 무려 70여기의 가야 시대 무덤들이 산재한 곳이다. 금제굵은고리귀고리, 은제팔찌, 금동제말장식이 발견되었으며, 굽다리접시, 굽에 생긴 구멍도 출토되었다. 또 58호 무덤에는 전형적인 신라제품도 출토되었다. 이러한 유물들은 성산가야가 신라와 밀접한 관계를 가졌고, 대가야와 문화적 교류가 없었다는 사실을 알려준다. 성산동 고분군 구조나, 성산동 고분군 출토품이 고령 지역 고분군 구조나 고령 지역 고분군 출토품과는 전혀 다른 양상을 가지고 있어서 성산가야는 신라와는 밀접한 관계를 가졌으나 대가야와는 문화적 교류를 단절했다는 사실을 알 수 있다. 사적 제 86호로 지정되었다.

### 한개마을
2007년에 중요문화재로 지정된 한개마을은 전형적 한옥 마을로서 월항면에 있다. 조선 세종 진주목사 이우의 후손들이 대를 이어 살고 있다. 조선 영조 사도세자의 호위무관 이석문, 조선 말기 유학자 이진상과 같은 뛰어난 학자들을 배출하였다. 2009년 일요일이 좋다 패밀리가 떴다와 2015년 해피 선데이 1박 2일의 촬영장소로 쓰였다.

## 축제

### 성주 가야산 야생화 축제
469종의 식물이 분포하는 자연의 보고인 가야산은 야생화와 야생초의 은은한 향기를 맡을 수 있는 곳이다. '산과 꽃, 천연의 만남'이라는 주제로 실시된 "성주 가야산 야생화 축제"는 매년 5월에 성주군 수륜면 백운리에서 열리는 행사다. 고적대 퍼레이드, 농악 한 마당, 야생화 사진전, 약초 전시회 등이 열린다.

### 성주 참외 축제
성주 참외의 우수성을 대내외에 알리기 위하여 매년 4월 말에서 5월 초까지 성밖숲에서 개최되는 축제이다. 많은 관광객 유치와 다양한 프로그램 진행으로 2008년에 경상북도 지정 우수 축제로 지정됐다. 현재는 성주생명문화축제로 바뀌었다.

### 성주 참외 & 생명문화 축제
성주참외 & 생명문화축제(경상북도우수축제, 2024년 기준)는 참외향 가득한 싱그러운 5월, 천연기념물인 아름다운 성밖숲 일원에서 개최된다. 세계에서 하나밖에 없는 원앤온리 성주참외와 세종대왕이 선택한 명당, 세종대왕자태실이 가진 성주에 고스란이 남겨진 조선시대의 생명문화와 역사를 결합한 다양한 체험형 콘텐츠로 구성된 성주군 최대 축제이다.

### 성주 가야산 황금들녘 메뚜기 축제
성주 가야산 황금들녘 메뚜기축제는 성주군 가을 대표 축제로 가야산과 대가천변의 청정자연을 자랑하는 대표적인 친환경 농촌체험 축제이다. 메뚜기잡이, 고구마 캐기, 사과 낚시, 메기 잡기 등 친환경 체험프로그램과 가족운동회 등 다양한 프로그램으로 가족과 함께 신나는 가을 소풍을 즐길 수 있다.

### 성주 썸머워터 바캉스
성주군 참외 캐릭터 참별이 워터 슬라이드, 풀장, 에어바운스과 다양한 물놀이 기구들을 활용한 어린이 동반 가족형 여름 물놀이 이벤트이다. 온 가족이 함께하는 물총싸움, 랜덤 댄스 플레이 등 물놀이 외 부대 프로그램과 쉼터, 푸드트럭 등이 마련되어 한여름 어린이 동반 가족에게 인기이다. 물놀이장 참별이 슬라이드 (대형1, 중형3), 대형풀장, 유아용 에어바운스 등 이벤트 프로그램 물총싸움, 랜덤 댄스 플레이 등 부대시설 그늘막 쉼터, 푸드트럭, 아이스크림 판매점 등

## 관광개요
경상북도 서남부에 자리잡은 성주군은 동으로는 대구광역시 달성군과 경북 칠곡군, 서로는 경북 김천시와 경남 거창군, 북으로는 김천시, 칠곡군과 맞닿아있다. 천혜의 자연 유산이자 상서로운 기운이 가득한 가야산 국립공원과 함께 성주호, 세종대왕자태실, 성밖숲, 한개마을 등 자연과 역사ㆍ문화ㆍ관광자원을 고루 갖춘 대한민국 대표 명당이다.
국내 3위의 캠핑 인프라를 갖춘 작지만 강한 성주군은 자연과 어우러진 캠핑장, 펜션, 풀빌라 등 지역의 감성 숙박시설이 잘 마련되어 있다. 또한 성주군의 핫플로 부상 중인 로컬 카페들과 아이들과 함께 즐길 수 있는 키즈프렌들리 인프라를 고루 갖추고 있어 온 가족을 위한 최적의 도시이다. 세계적인 참외 생산지로 알려진 성주군은 지역 전역을 은빛 물결로 가득 메운 참외하우스가 장관을 이룬다. 또한 성주 참외를 활용한 미식ㆍ참외 체험은 오직 성주군에서만 가능한 이색 관광 활동으로 인기가 높다.
별星(성)과 고을州(주)를 사용하는 ‘별고을’ 성주군은 드넓은 밤하늘 유난히 반짝이는 별빛을 모티브로 한 야간관광 브랜드 ‘트윙클 성주’를 론칭, 대한민국 최초의 강소형 야간관광 특화도시로 성주군의 색깔을 담은 새롭고 다양한 관광콘텐츠를 선보일 예정이다.

### 성주 10경
- 제1경  성주 가야산
- 제2경  독용산성과 성주호 둘레길
- 제3경  회연서원과 무흘구곡
- 제4경  만귀정과 포천계곡
- 제5경  성밖숲
- 제6경  세종대왕자태실
- 제7경  한개마을
- 제8경 성주역사테마공원
- 제9경 성산동 고분군
- 제10경 성주 참외하우스 들녘

### 야간관광 정보
문화체육관광부와 한국관광공사가 국제명소형 및 성장지원형으로 구분, 공모·선정하여 야간에 즐길 수 있는 관광명소, 콘텐츠, 관광 인프라를 갖춘 야간관광특화도시조성을 지원한다. 2024년 마지막 도시로 공주, 여수, 성주가 선정되었다.
성주군의 대표 관광 키워드인 ‘자연(가야산), 관광(성밖숲 버드나무), 야경(별)’을 모티브로, ‘드넓은 밤하늘 반짝이는 별빛을 닮은 성주군’을 의미하는 야간 관광브랜드 '트윙클 성주(Twinkle Seongju)'라는 브랜드로 성주군 야간관광 특화도시는 '키즈&패밀리 프랜들리’ 야간 관광콘텐츠 개발ㆍ운영을 통해 신개념 체류형 관광도시 모델 구축 기여하고, 성주군 특화 및 최신 관광 트렌드에 부합하는 야간콘텐츠ㆍ야간경관명소를 제공한다.
- 야간 콘텐츠: 성밖숲 나이트워킹 ,성밖숲 나이트참크닉,별빛 도보투어 ,캔들라이트 키즈콘서트 등
- 야간 경관명소: 트윙클 성주 특화조명 및 야간 포토스팟 개발
- 야간 관광여건: 야간관광 방범대 운영, 야간 특화 푸드·굿즈개발 등[10]

| 콘텐츠명                           | 시행시기               | 시행장소              | 개요 | 주요 프로그램 | 사진                               |
| ---------------------------------- | ---------------------- | --------------------- | --- | --- | ---------------------------------- |
| 트윙클 성주! 성밖숲 나이트 참크닉  | 8월 중                 | 성밖숲 일원           | 트윙클성주! 성밖숲 나이트 참크닉은 캠크닉(캠핑+피크닉) 형태의 키즈&가족 중심 힐링콘텐츠로 체험 프로그램과 힐링 공연, 전시, 푸드트럭 등 한여름밤 아름다운 성밖숲에서 다양한 먹거리, 볼거리, 즐길거리를 제공한다.                       | ▸체험 프로그램(참외등 만들기, 모기기피제 만들기 등) ▸체험존 (아이스 인터랙티브존및 비눗방울 놀이터 등) ▸힐링공연 (뮤지컬, 밴드 등 잔디밭에서 즐기는 캠핑감성 공연) ▸푸드트럭 (먹거리 및 핑거푸드) | 트윙클 성주! 성밖숲 나이트 참크닉  |
| 트윙클 성주! 캔들라이트 키즈콘서트 | 8월 중                 | 성밖숲 일원           | 수천 개의 촛불로 장식된 클래식 공연인 캔들라이트 콘서트를 성주군은 키즈 &가족 특화형 콘텐츠로 업그레이드된 키즈콘서트로 진행한다. 전 세계적으로 인기있는 애니메이션 OST를 낭만넘치는 성밖숲에서 즐길 수있다.                          | 아이들이 사랑하는 애니메이션 주제가를 연주하는 캔들라이트 콘서트 | 트윙클 성주! 캔들라이트 키즈콘서트 |
| 트윙클 성주! 별빛 도보투어         | 8월 중                 | 성산동 고분군         | 별빛 가득한밤, 성산동 고분군을 따라 옛날이야기와 함께하는 산책ㆍ피크닉ㆍ콘서트를 즐길 수 있는 스토리텔링형 도보투어이다. | ▸옛날이야기와 함께하는 스토리텔링 도보투어 ▸꽃등 제작 및 포토스팟 조성 ▸별밤 피크닉 및 별밤 콘서트                                                                                                | 트윙클 성주! 별빛 도보투어         |
| 트윙클 성주! 성밖숲 나이트 워킹    | 10월 중                | 성밖숲 일원           | 성밖숲 및 헬스로드의 야경을 활용한 워킹투어(약4km)이다. 키즈·패밀리 대상 다양한 체험존과 함께 놀이존 및 공연, 먹거리, 플리마켓 등을 선보이는 활기찬 야간 프로그램이다.                                                                | 야간 워킹투어, 키즈·패밀리형 체험프로그램 및 플리마켓 등 | 트윙클 성주! 성밖숲 나이트 워킹    |
| 힐링나이트 in 성산동 고분군        | 10월 중                | 성산동 고분군         | 성주의 역사와 특색이 담긴 성산동 고분군 일대에서 2030직장인을 위해 자연과 음악으로 힐링하는 컨셉으로 펼쳐지는 감성야간프로그램이다.                                                                                                   | | 힐링나이트                         |
| 가야산 참외별 트레킹               | 2025년 ~ 2026년 (예정) | 가야산국립공원 (성주) | 성주군 자랑인 웅장한 가야산과 가야산 역사신화공원, 야생화식물원 등 인근시설을 탐험하는 야간 트레킹 프로그램이다. | |                                    |
| 맛있는 성주, 별빛 쿠킹클래스       | 2026년 ~ 2027년 (예정) | 미정                  | 성주군의 ‘진짜’ 맛과 멋, 그리고 즐거움을 ‘농촌체험’ 컨셉으로 구현한 야간 쿠킹클래스와 체험 프로그램을 선보일 예정이다. | |                                    |
| 성주호 나이트 워킹& 캠핑           | 2026년 ~ 2027년 (예정) | 성주호 일원           | 야간 시간을 활용하여 성주호 일대를 자전거로 라이딩해보는 특별한 경험과 함께 다양한 캠핑 컨셉 프로그램으로 산과 호수에 둘러쌓인 낭만적인 밤을 보낼 수 있다.                                                                            | |                                    |
| 참노을 다이닝 in 한개마을          | (미정)                 | 한개민속마을          | 75호의 전통가옥이 배치된 우리나라 8대 전통 민속마을인 한개마을의 한옥 야외마당에서 펼쳐지는 참외 풀코스 디너로 성주 참외를 활용한 특색있는 다이닝과 더불어 노을워킹, 툇마루별보기 등 전통과 야간이 결합된 프로그램을 선보일 예정이다. | |                                    |

### 키즈프렌들리 관광 정보
성주군은 핫플로 부상중인 로컬 카페들과 아이들과 함께 즐길 수 있는 키즈프렌들리 인프라를 고루 갖추고 있어 온가족을 위한 최적의 도시이다. ‘키즈&패밀리 프랜들리’에 부합하는 야간관광콘텐츠와 경관명소를 제공한다. 아래는 성주군의 4곳의 키즈프렌들리 공간, 7가지의 키즈프렌들리 콘텐츠를 소개한다.
| 관광지명                           | 주소                                                                         | 개요 | 주요시설 및 프로그램 | 운영시간 | 사진                        |
| ---------------------------------- | ---------------------------------------------------------------------------- | --- | --- | --- | --------------------------- |
| 성주참외체험형테마공원             | 대가면 참별로 2479                                                           | 어린이실내놀이터와원예힐링관의아열대수목ㆍ족욕체험장,성주사람들이야기관의 농경문화와 참외이야기, 야외광장의 음악분수가 조성된 어린이 대상체험형테마공원이다 | ▸성주사람들이야기관 : 농경유물 전시, 참외역사ㆍ발전상 전시, 체험교육장 등 ▸참외랑아이랑관 :어린이실내놀이터(예약필수),참외터치게임 ,어린이미니도서관,와글와글놀이방등 ▸원예힐링관 : 교목 및 관목30종,초화류20종,인공폭포,족욕체험장,파고라,포토존등 ▸여름바다 스칸디아모스 입체 액자만들기, 참외빙수만들기 등 체험 프로그램 보유 ※ 특별 프로그램 형식으로 운영되며, 프로그램 운영 관련사항 사전 확인 필수 | ▸정기휴무일 : 매주 월요일 (공휴일ㆍ연휴인 경우, 다음날), 1월 1일, 설날 및 추석 당일 ▸관람시간 : 10:00 ~ 17:00 (입장은 관람시간 종료 30분전까지) | 참외체험형테마공원          |
| 성주 놀벤져스 어린이놀이터 1·2·3호 | 1호 : 성주읍 백전리 643 2호 : 성주읍 성산리 2099-1 3호 : 초전면 대장리 589-2 | 어린이 공공놀이터인 놀벤져스는 아이들의 모험심과 창의성 개발을 위해 안전성을 고려하여 아동전문기관인 세이브더칠드런과 함께 성주군이 조성한 어린이 공공놀이터이다. 당초 성주군 어린이들을 위한 시설로 마련된 이곳은 입소문을 통해 인근 도시 어린이들의 핫플레이스로 등극, 2호점, 3호점의 연이은 개장과 함께 가족단위 방문객들의 새로운 놀이문화 쉼터로 인기몰이 중이다.                                                               | 미니 스카이워크, 짚라인, 트램폴린, 모래놀이장, 미끄럼틀, 그네, 쉼터 등 | ▸하절기 (4월 ~ 10월) 09:00 ~ 21:00 ▸동절기 (11월 ~ 3월) 09:00 ~ 20:00                                                                           | 성주 놀벤져스 어린이 놀이터 |
| 가야산 역사신화테마관·야생화식물원 | 수륜면 가야산식물원길 21                                                     | 가야산에 전해져 내려오는 동화같은 신화와 가야만이 가지고 있었던 신비한 역사를 품고 있는 테마관에서는 가야산의 전경과 구원설화, 가야의 건국신화 등에 대해 알아볼 수 있다. 국내 최초 야생화 전문식물원인 야생화식물원은 총 660여종 나무와 야생화를 식재하여 야생화 자원보전과 자연학습, 학술연구발전 및 가야산 자생식물의 보호에 기여하기 위한 야생화 테마 문화공간으로 실내전시관, 야외전시관, 온실 등 다양한 볼거리가 마련되어 있다. | | ▸화~일 10:00~17:00 ▸휴관일 : 매주 월요일(월요일이 공휴일인 경우 다음날), 1월 1일, 설날 및 추석 당일                                             | 가야산 야생화식물원         |
| 아라월드                           | 금수강산면 사더래길 116                                                      | 천혜의 아름다운 성주호 위의 아시아 최대 수상레저 테마파크로 기본 워터파크 외 바나나보트, 디스코보트, 모터보트, 수상스키, 웨이크보드 등 수상 액티비티를 즐길 수 있다. 아이들의 수상 놀이터 펀펀존도 따로 마련되어 있으며, 글램핑존과 같이 쉴 수 있는 공간도 마련되어 있다. | | ▸평일 : 하이시즌(6/1~7/19, 8/16~폐장일) : 10:00~17:00 ▸골드시즌(7/20~8/15) : 09:00~18:00 ▸주말/공휴일 : 09:00~18:00                             | 아라월드                    |

| 행사명                           | 기간    | 장소                          | 개요 | 운영시간                                 | 사진                             |
| -------------------------------- | ------- | ----------------------------- | --- | ---------------------------------------- | -------------------------------- |
| 성주 가야산 황금들녘 메뚜기 축제 | 10월 중 | 수륜면 수성리 104 일원        | 성주군의 가을 대표축제인 성주 가야산 황금들녘 메뚜기 축제는 가야산과 대가천변의 청정자연을 자량하는 대표적인 친환경 농촌체험 축제이다. 메뚜기잡이, 고구마캐기, 사과낚시, 메기잡기 등 친환경 체험프로그램과 가족운동회, 6인6각 게임 등 다양한 프로그램으로 가족과 함께 즐거운 가을 소풍을 즐길 수 있다. | 10:00 ~ 19:00                            | 성주 가야산 황금들녘 메뚜기 축제 |
| 성주 썸머워터 바캉스             | 7~8월   | 참별로 2530 제2주차장         | 성주군 참외 캐릭터 참별이 워터 슬라이드, 풀장, 에어바운스과 다양한 물놀이 기구들을 활용한 어린이 동반 가족형 여름물놀이 이벤트이다. 온 가족이 함께하는 물총싸움, 랜덤 댄스 플레이 등 물놀이 외 부대 프로그램과 쉼터, 푸드트럭 등이 마련되어 한여름 어린이 동반 가족에게 인기이다. | ▸평일 11:00 ~ 18:00, ▸주말 11:00 ~ 20:00 | 성주 썸머 워터 바캉스            |
| 성주 하늘목장                    |         | 벽진면 달창길 28              | 당일치기 캠크닉, 팜크닉, 촌캉스 등이 가능한 농촌 체험형 글램핑장이자 농촌체험 마을이다. 캠핑장비없이 방문해도 체험이 가능하며, 지역 생산 로컬푸드 BBQ도 가능하다. 18만평 규모의 넓은 목장에 지역청년들이 가꾼 체험장에서 캠크닉, 팜크닉, BBQ, 어린이 농촌체험학교 등 농촌체험 복합시설이 가능하다. ▸주요시설: 팜크닉 프리존, 파티정원, 카페·체험장, BBQ장, 교육장·공유오피스, 치유숲, 동물·모래놀이 체험장 등 ▸주요프로그램: 팜크닉(farm+picnic), 캠크닉(camp+picnic), 글램핑 등 어린이 농촌체험학교, 야외 미술놀이 곤충체험, 토끼먹이주기, 피자만들기 체험, 가드닝 체험 등 | 11:00 ~ 20:00 (매주 월·화 휴무)          | 성주 하늘목장                    |
| 청담 1942                        |         | 대가면 칠봉2길 36-16 청천서원 | 대가면 사도실마을의 지역 문화재를 활용한 주민 주도형 ‘지역맞춤형 한옥카페’이다. 지역 특화 식음료 개발ㆍ판매는 물론 관련 체험 프로그램도 운영 중이다. ▸체험내용: 쿠키 만들기 체험 (사전예약제) ▸문화 프로그램 운영: 공간을 활용한 시즌별 다양한 행사 기획 및 운영 | 10:00 ~ 18:00 (매주 월요일 휴무)         | 청담1942                         |
| 가나안농장                       |         | 금수강산면 명천로3길 98       | 체험내용: 소먹이주기, 소달구지체험, 논보트타기 등 |                                          | 가나안농장                       |
| 아트리움 모리                    |         | 월항면 주산로 450             | 체험내용: 모리베어 색칠하기, 피규어만들기, 아크릴페인팅 등 |                                          | 아트리움모리                     |
| 영천리 산촌생태마을              |         | 금수강산면 성주로 442         | 체험내용: 나물채취, 낚시, 계절별 체험 등 |                                          | 영천리 산촌생태마을              |

### 참외 관광 정보
참외는 K-멜론으로도 불리며 전 세계에서 유일하게 한국에서만 재배되는 과일이다. 우리나라의 국보인 참외 모양병과 더불어 신사임당이 그린 ‘초충도’, 김홍도의 ‘참외도’에도 참외가 등장할 만큼 참외는 역사적으로 사랑 받아 왔다. 그러한 참외의 70%가 생산되는 성주는 곳곳에 참외를 활용한 공간과 더불어 오직 성주에서만 만나볼 수 있는 참외 체험, 성주참외 특산품 등이 있는, 이른바 ‘대한민국 No.1 참외 도시’이다. 아래는 3곳의 성주참외 공간과 7가지의 성주참외 축제 및 체험형 콘텐츠, 성주참외 먹거리 및 특산품을 소개한다.
| 관광지명                  | 주소                    | 개요 | 운영시간 | 사진                     |
| ------------------------- | ----------------------- | --- | --- | ------------------------ |
| 성주참외체험형테마공원    | 대가면 참별로 2479      | 어린이 실내놀이터와 원예힐링관의 아열대 수목ㆍ족욕체험장, 성주사람들이야기관의 농경문화와 참외이야기, 야외광장의 음악분수가 조성된 어린이 대상 체험형테마공원이다. ▸주요시설: •성주사람들이야기관: 농경유물 전시, 참외역사ㆍ발전상 전시, 체험교육장 등 •참외랑아이랑관: 어린이실내놀이터(예약필수), 참외터치게임, 어린이미니도서관, 와글와글놀이방 등 •원예힐링관: 교목 및 관목 30종, 초화류 20종, 인공폭포, 족욕체험장, 파고라, 포토존 등 ▸주요프로그램: 여름바다 스칸디아모스 입체 액자만들기, 참외빙수만들기 등 체험 프로그램 보유 ※ 특별 프로그램 형식으로 운영되며, 프로그램 운영 관련 사항 사전 확인 필수 | ▸정기휴무일 : 매주 월요일 (공휴일·연휴인 경우, 다음날), 1월 1일, 설날 및 추석 당일 ▸관람시간 : 10:00 ~ 17:00 (입장은 관람시간 종료 30분전까지) | 성주참외체험형테마공원   |
| 성주 과일어린이과학체험관 | 성주읍 성주순환로 271-9 | 2024년 신규 개관한 성주과일어린이과학체험관은 과일과 관련한 교육, 체험, 놀이 공간 등이 갖추어진 체험관으로 매월 ‘이달의 과학프로그램’등을 운영하고 있다. | ▸정기휴무일 : 매주 월요일 (공휴일·연휴인 경우, 다음날), 1월 1일, 설날 및 추석 당일 ▸관람시간 : 09:00 ~ 18:00 (휴게시간 확인 필수)              | 성주과일어린이과학체험관 |
| 성주 참외하우스 들녘      | 성주읍 성주로 3200      | 성주의 대표 농산물이자 세계인의 입맛을 사로잡은 ‘핫 한 과일’ 참외의 세계 최대 재배시설인 성주참외 하우스는 주변 자연과 조화롭게 어우러지는 독특한 경관이 매력적이다. 특히, 노을질 무렵 참외하우스의 물결과 함께 어우러진 풍경은 성주군만의 독특한 추억이 된다. | | 성주 참외하우스 들녘     |

| 행사명                  | 기간   | 장소 | 개요 | 사진                  |
| ----------------------- | ------ | --- | --- | --------------------- |
| 성주참외 & 생명문화축제 | 5월 중 | 성주읍 성밖숲 일원 | 성주 참외 & 생명문화축제는 참외향 가득한 싱그러운 5월, 아름다운 성밖숲 일원에서 개최된다. 세계 원앤온리 성주 참외를 주제로 한 국내 유일의 참외 축제로 성주참외를 테마로 한 다양한 프로그램이 진행된다. ▸주최·주관: 성주군축제추진위원회 | 성주참외&생명문화축제 |
| 참외따기체험            |        | ▸나봄팜: 선남면 소학2길 ▸별고을 참외농원: 대가면 옥성4길 89-7 ▸성주달콤참외: 성주읍 대흥길 74 ▸성주참외농원: 성주읍 참별로 2531-6 | 성주 특산품인 참외따기체험을 할 수 있다. | 참외따기체험          |
| 고띄마실                |        | 대가면 동강한강로 824 | 참외조청ㆍ참외피클 만들기 등 | 고띄마실              |
| 나봄팜                  |        | 선남면 소학2길 58 | 참외따기체험, 참외젤리 만들기 등 | 나봄팜                |
| 윤동녹색농촌체험마을    |        | 수륜면 수륜길 53 | 참외체험, 전통문화체험, 다도체험 |                       |
| 카페옐롱                |        | 월항면 월항로 560 | 수제참외청, 참외쿠키 만들기 등 |                       |
| 하하수미                |        | 월항면 대산2길 72 | 참외스무디 만들기, 참외피클 만들기 등 | 하하수미              |

| 상품명                 | 판매처                                | 개요 | 사진                    |
| ---------------------- | ------------------------------------- | --- | ----------------------- |
| 성주참외               | 성주참외생산자단체협의회 영농조합법인 | 가야산과 낙동강 청정지역의 비옥한 토양에서 재배되는 성주 참외는 전국 생산량의 70%를 차지한다. 특히, 70년 재배기술 노하우를 적용한 친환경 농업으로 국내는 물론 해외에서도 성주 참외의 맛과 품질을 인정받고 있다. 성주참외는 일본, 홍콩, 대만, 말레이시아, 싱가포르 등으로 수출되며, 세계인과 함께 즐기는 한국 대표 K-과일이 되었다. | 성주참외                |
| 성주참외빵             | 카페 옐롱                             | 대한민국 대표 과일 성주참외를 이제 베이킹을 통해 앙금이 들어 있는 꿀참외빵, 구운 마들렌과 휘낭시에, 브라우니, 다양한 형태로 즐길 수 있으며, 선물용으로 인기가 많다. | 성주참외빵              |
| 성주 황금꿀참외떡      | 욱순농장                              | 성주참외가 들어간 굳지않는 K-디저트인 성주참외떡으로 디저트용ㆍ선물용으로 인기가 많다. | 성주 황금꿀참외떡       |
| 참외가좋아 유과가 좋다 | 수미당                                | 성주참외를 원료로 한 찹쌀유과세트로, 부드럽고 달콤한 맛이 매력적이다. | 참외가 좋아 유과가 좋다 |
| 성주참외조청           | 성주참외농원, 고띄마실                | 성주참외를 활용한 조청이다. | 성주참외조청            |
| 성주 참외콤부차        | 욱순농장                              | 성주참외 및 국내산 통현미와 홍차를 사용하여 설탕없이 504시간 이상 발효를 통한 전통 콤부차이다. | 성주 참외콤부차         |
| 성주참외잼·참외청      | 카페옐롱                              | ▸성주참외청: 농가에서 예로부터 담아먹던 참외청은 성주참외의 과육과 씨 모두를 300일간 저온숙성시켜 만든 로컬푸드이다. ▸성주참외잼: 여름과일 참외를 사계절 즐겨먹을수 있도록 만든 100% 성주참외로 만든 잼이다. | 성주참외잼·참외청       |
| 성참외주               | 가천탁주합동양조장                    | 성주참외를 활용한 막걸리인 성참외주 및 성취는 특별한 맛과 예쁜 패키지를 선보인다. | 성참외주                |
| 성주참외 마스크팩      | 성주 월항농협                         | 맑은 햇살과 함께 지역주민이 직접 키워낸 성주 참외 추출물을 담은 안티에이징 및 화이트닝 에센스 참외 마스크팩으로 선물용으로 인기이다. | 성주참외 마스크팩       |

### 관광 인프라 정보 (교통 및 숙박)

#### 교통 정보
성주군은 동쪽으로는 대구광역시, 북쪽으로는 김천·구미시, 남쪽은 고령군, 남서쪽으로는 경남 합천군과 인접하며 전국 도시들을 시외버스·고속버스 및 기차 , 인근 대구공항·김해공항 및 인천공항(리무진 버스 운영) 등을 통해 방문할 수 있다.
| 구분       | 주요내용 | 비고                                        |
| ---------- | --- | ------------------------------------------- |
| 시외버스   | ▸성주 ↔ 서울(남부터미널) : 약 3시간 20분 ▸성주 ↔ 안동 : 약 2시간 10분 |                                             |
| 농어촌버스 | ▸성주 ↔ 대구, 김천, 왜관 노선 |                                             |
| 기차       | ▸서울역 ↔ 김천·구미역(KTX) : 약 1시간 25분 ▸대전역 ↔ 김천·구미역(KTX) : 약 24분 ▸부산역 ↔ 김천·구미역(KTX) : 약 1시간 11분 ▸기타지역 : KTX 직통, 환승 및 ITX-새마을, 무궁화호 이용 가능 ▸남부내륙철도 성주역 완공 시 서울 ↔ 성주 1시간 50분                                                                         | KTX 김천·구미역 → 성밖숲 약 30분 소요(33km) |
| 항공       | ▸대구공항 : 차량 약 50분 *대구서부정류장→성주(약 1시간 20분) ▸김해공항 : 차량 약 1시간 50분 ▸인천공항 : 챠량 약 3시간 50분 |                                             |
| 차량       | ▸서울(서울역) : 약 266km (약 3시간) ▸서울(강남역) : 약 257km (약 2시간 54분) ▸인천공항 : 약 304km (약 3시간 19분) ▸대전(대전역) : 약 127km (약 1시간 30분) ▸대구(동대구) : 약 47km (약 50분) ▸대구(서대구) : 약 31km (약 40분) ▸부산(부산역) : 약 156km (약 1시간 50분) ▸광주(광주송정역) :약 223km (약 2시간 20분) |                                             |

| 구분       | 주요 내용 |
| ---------- | --- |
| 시내버스   | 전기 순환 마을버스 운영 |
| 공영주차장 | ▸성주군청 공영주차장 (성주읍 성주로 3184) ▸성주어울림 공영주차장 (성주읍 경산길 17) ▸LX한국국토정보공사 성주지사 주차장 (성주읍 성주순환로 76) ▸성산리 공영주차장 (성주읍 성주로 3257) * 놀벤져스 인근 ▸성밖숲 공영주차장 (성주읍 경산리 763-73) ▸경산리 공영주차장 (성주읍 심산로 87) ▸가야산국립공원 법전리 공영주차장 (가천면 법전리 1108-2) ▸벽진면 수촌리 공영주차장 (벽진면 수촌리 836-1) |

#### 숙박 정보
성주군은 소도시 특성상 대형 호텔보다 프라이빗하고 개성 있는 펜션, 한옥스테이, 템플스테이 등 소규모 숙박시설의 비중이 높다. 전국 3위 규모의 캠핑 인프라(캠핑ㆍ야영장)를 갖춘 성주군은 자연과 함께 하는 체험과 숙박이 가능한 휴양림과 생태탐방원이 있어 단체방문객 수용시설도 갖추고 있다.
▸ 주요 숙박권역: 가야산국립공원 일대, 성주호 인근, 기타
▸ 주요 숙박시설 유형: 성주군 일반 숙박시설, 한옥체험·템플스테이, 펜션, 민박, 캠핑·야영장
| 구분                | 대표시설                                                          | 특징                                                                       |
| ------------------- | ----------------------------------------------------------------- | -------------------------------------------------------------------------- |
| 일반 숙박시설       | 가야호텔, 가야산생태탐방원,독용산성자연휴양림, 영천리산촌생태마을 | 단체여행객 수용 가능한 자연속 숙박시설                                     |
| 한옥체험·템플스테이 | 사우당 종택 고택체험, 심원사 템플스테이 등                        | 전통과 문화 체험이 가능한 고택 및 한옥 체험과 이색체험이 가능한 템플스테이 |
| 펜션·민박           | 오천스테이, 앤의 정원, 별고을테마파크 등                          | 가야산과 성주호, 계곡과 인접한 자연친화적, 감성 숙소                       |
| 캠핑·야영장         | 가야산 오토캠핑장, 금수강산문화야영장 등                          | 가야산과 성주호 인근 천혜의 자연환경 속에서 즐기는 캠핑·야영               |

### 기타

#### 성주군 캐릭터 '참별이' 소개
성주군 캐릭터 참별이는 성주를 대표하는 특산품인 ‘참외’를 모티브로 한 노란빛의 귀여운 마스코트이다. 성주군은 군정 홍보 및 관광 홍보에 참별이 캐릭터를 적극 활용하고 있으며, 참별이 이모티콘과 더불어 깜찍한 굿즈들을 제작, 판매 중이다.

#### 하늘이 내린 명당, 성주
성주군은 조선시대 왕가의 태실과 더불어 조선왕조실록을 보관하는 사고(史庫)까지 건립된 곳으로, 예로부터 땅의 기운이 좋은 길지(吉地)로 유명하다. 세종대왕자태실과 더불어 한개마을, 초전 홈실마을 등 명당의 기운이 가득한 성주의 길지들을 탐험하는 역사여행을 하며 좋은 기운을 받는 것도 성주 여행의 색다른 즐거움이 될 수 있다.
- 세종대왕자태실
- 월향면 한개마을
- 초전면 홈실마을
- 수륜면 윤동마을
- 성주 가야산 십승지(十勝地) 만수동
- 가야산 돌할매 신비의 돌
- 관운사
- 나권령의 명당 터

#### 한국인 姓氏의 고향, 성주
본관(本貫)은 세계에서 유일하게 한국에만 남아 있는 제도 및 문화로 매우 중요한 인류학적 유산이다. 경북 성주군은 ‘성씨(姓氏)의 고장’으로 유명하다. 성주 본향의 성씨가 많기에 붙여진 명칭이다. 전국에서 한 지역을 본관으로 하는 성씨가 가장 많은 행정구역이다. 총 28개 성씨가 성주군을 본관으로 하며, 성주이씨, 벽진이씨, 성주배씨, 성산이씨, 성주도씨 등이 오랜 시간 동안 성주군에 집성촌을 이루어 공동체를 형성하였다. 급변하는 세상 속에서 나를 찾아가는 인류학적 유산과 가치를 돌아볼 수 있는 곳, 바로 경북 성주군이다.
- 성주 김씨
- 성주(성산·팔거) 도씨
- 성주(성산) 배씨
- 성주(성산) 여씨
- 성산 이씨
- 성주 이씨
- 벽진 이씨
- 광평 이씨
- 경산 이씨
- 가리 이씨
- 성주 전씨
- 성산 전씨
- 성주 황씨
- 성주 현씨

#### 민족지도자 심산 김창숙 선생
성주군은 독립운동과 민주운동, 민족 교육에 평생을 바친 민족 지도자 심산 김창숙 선생의 고향으로 그가 태어난 생가는 물론 그의 발자취가 담긴 심산기념관('25년 중 준공 예정)에서 심산 선생의 업적을 만날 수 있다. 심산 선생은 한국의 독립운동가, 민주운동가, 유학자, 교육인, 정치인이자 성균관대학교의 설립자 겸 초대 총장을 지냈다. 1879년 경북 성주군 대가면 사도실 마을에서 태어난 심산 선생은 사실상 한국의 마지막 유림(유교 기반) 계열 지도자로 그를 마지막으로 유림은 구심점을 잃으며 사회적 영향 유교 관련 인사나 단체를 의미하는 매우 포괄적이고 모호한 개념으로 남게 되었다. 조선시대에 태어나 대한제국, 일제강점기, 미군정을 거쳐 군사정권까지 격변의 근현대사를 지낸 심산 선생은 독립운동과 유림의 후예인 성균관의 재건, 한국 정부의 안정적 수립에 힘썼고, 정부수립 이후에는 민주화 투쟁에 몸을 던지는 등 그야말로 민족지도자의 역할에 최선을 다하였다.
•관련시설: 심산기념관, 심산 김창숙 생가, 심산문화테마파크 (2025년 중 준공 예정)

## 문화시설

### 금수문화예술마을
청소년, 주민들의 예술 활동과 문화 체험을 위하여 설치된 공간으로 금수면에 위치하고 있다. "청소년 우리 문화 체험 교실" "청소년 특기 적성 교육", "주민을 위한 문화 아카데미" 등을 운영하고 있다.

### 참외생태학습원
성주군의 특산물인 참외를 알리기 위하여 설치된 장소로서 성주읍에 위치하고 있다.

### 성주문화예술회관
지역 문화 예술의 발전과 진흥을 위하여 설치된 문화 공간으로 성주읍에 위치하고 있다.

## 교육 기관
- 고등학교

|  | - 성주고등학교 - 가천고등학교(폐교) | - 명인고등학교 - 성주여자고등학교 |

- 중학교

|  | - 성주중학교 - 성주중학교 가천분교장(구. 가천중학교) - 용암중학교 - 초전중학교 | - 벽진중학교 - 수륜중학교 - 명인중학교 - 성주여자중학교 |

- 초등학교

|  | - 성주초등학교 - 성주중앙초등학교 - 선남초등학교 - 도원초등학교 - 도원초등학교 선남동부분교장(폐교) | - 용암초등학교 - 대동초등학교 - 수륜초등학교 - 가천초등학교 - 가천초등학교 무학분교장(폐교) | - 대가초등학교 - 벽진초등학교 - 초전초등학교 - 초전초등학교 봉소분교장 - 월항초등학교 - 월항초등학교 지방분교장 |  |

## 자매 도시
자매 도시는 다음과 같다.
- 대한민국 서울특별시 관악구 (2005. 11. 23)
- 대한민국 전라남도 무안군 (2013. 07. 03)
- 캐나다 온타리오주 오타와 (2014. 11. 17)
- 오스트레일리아 빅토리아주 멜버른 (2019. 05. 03)